# Wągrowiec (gmina wiejska)
Wągrowiec – gmina wiejska w Polsce położona w województwie wielkopolskim, w powiecie wągrowieckim. W latach 1975–1998 gmina administracyjnie należała do województwa pilskiego.
Siedziba gminy to Wągrowiec.
Według danych z 30 czerwca 2004 gminę zamieszkiwało 11 268 osób. Natomiast według danych z 31 grudnia 2017 roku gminę zamieszkiwało 12 249 osób.

## Struktura powierzchni
Według danych z roku 2002 gmina Wągrowiec ma obszar 347,75 km², w tym:
- użytki rolne: 69%
- użytki leśne: 20%

Gmina stanowi 33,41% powierzchni powiatu.

## Demografia

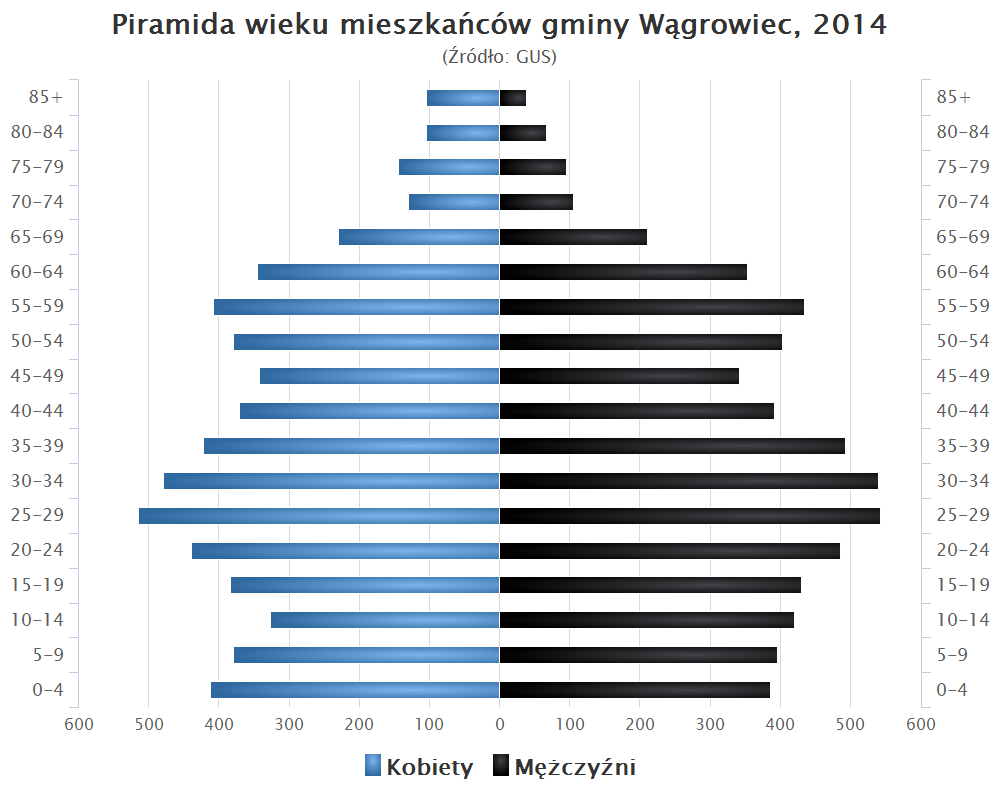
Piramida wieku mieszkańców gminy Wągrowiec w 2014 roku

Dane z 30 czerwca 2004:
| Opis                              | Ogółem | Ogółem | Kobiety | Kobiety | Mężczyźni | Mężczyźni |
| --------------------------------- | ------ | ------ | ------- | ------- | --------- | --------- |
| jednostka                         | osób   | %      | osób    | %       | osób      | %         |
| populacja                         | 11 268 | 100    | 5533    | 49,1    | 5735      | 50,9      |
| gęstość zaludnienia (mieszk./km²) | 32,4   | 32,4   | 15,9    | 15,9    | 16,5      | 16,5      |

## Sąsiednie gminy
Budzyń, Damasławek, Gołańcz, Margonin, Mieścisko, Rogoźno, Skoki, Wągrowiec